# AppleShare
AppleShare era un prodotto di Apple Computer, che ha attuato vari servizi di rete. Il suo scopo principale: agire come un file server, utilizzando il protocollo AFP. Altri servizi di rete implementati nelle versioni successive di AppleShare furono un server di stampa mediante il protocollo di accesso della stampante (PAP), server web, server di posta elettronica, e server SMB / CIFS per supportare la condivisione di file su client Microsoft Windows.
Le versioni precedenti di AppleShare supportati solo dal protocollo di trasporto di rete AppleTalk, ma le versioni successive, vendute sotto il nome AppleShare IP, consentirono l'uso della pila di protocolli TCP / IP,  utilizzato sulla maggior parte delle reti moderne. AppleShare era fornito di tre diversi protocolli per i servizi a livello di applicazione:. AppleShare file server, server di stampa AppleShare e AppleShare PC
Apple ha interrotto la linea di prodotti AppleShare seguito al rilascio di macOS Server, che fornisce le stesse funzionalità.